# Gao'an
Gao’an léase Káo-Án (en chino, 高安市; pinyin, Gāo'ān shì) es un municipio bajo la administración directa de la Prefectura Yichun en la provincia de Jiangxi, República Popular China. Su área es de 2429 km² y su población total para 2018 superó los 850 mil habitantes.

## Administración
El municipio de Gao’an se divide en 23 pueblos que se administran en 2 subdistritos, 19 poblados y 2 villas.